# Candidatura de Uruguay-Argentina-Paraguay-Chile para la Copa Mundial de Fútbol 2030
La candidatura de Uruguay, Argentina, Paraguay y Chile para la Copa Mundial de Fútbol de 2030 fue una propuesta conjunta presentada por estos cuatro países sudamericanos para albergar la Copa Mundial de Fútbol de 2030. La propuesta fue denominada Mundial Centenario, en alusión al centenario de la Copa Mundial de Fútbol de 1930, la primera edición del torneo, celebrada en Uruguay y ganada por el seleccionado local frente a Argentina.
El impulso inicial partió de Uruguay, motivado por el componente histórico, pero consciente de sus limitaciones en infraestructura, por lo que el país comenzó a trabajar con Argentina para presentar una candidatura binacional. Posteriormente, Paraguay expresó su interés en sumarse al proyecto, lo que fue promovido por el entonces presidente de la Conmebol, el paraguayo Alejandro Domínguez. La entidad pasó a respaldar oficialmente la candidatura tripartita Uruguay-Argentina-Paraguay 2030.
El 14 de febrero de 2019, el presidente de Chile, Sebastián Piñera, anunció la incorporación de su país a la candidatura, transformándola en una propuesta de cuatro naciones.
La FIFA había establecido que el proceso formal de licitación se iniciaría en el segundo semestre de 2022, y que la sede o sedes del torneo serían definidas durante su 74.º Congreso, a celebrarse en 2024. No obstante, la FIFA resolvió de forma unánime y sin votación formal descartar la candidatura sudamericana. En su lugar, anunció que el torneo sería organizado por España, Portugal y Marruecos, mientras que se disputarían tres partidos inaugurales en Uruguay, Argentina y Paraguay, en conmemoración del centenario del certamen.

## Historia

### Sus inicios

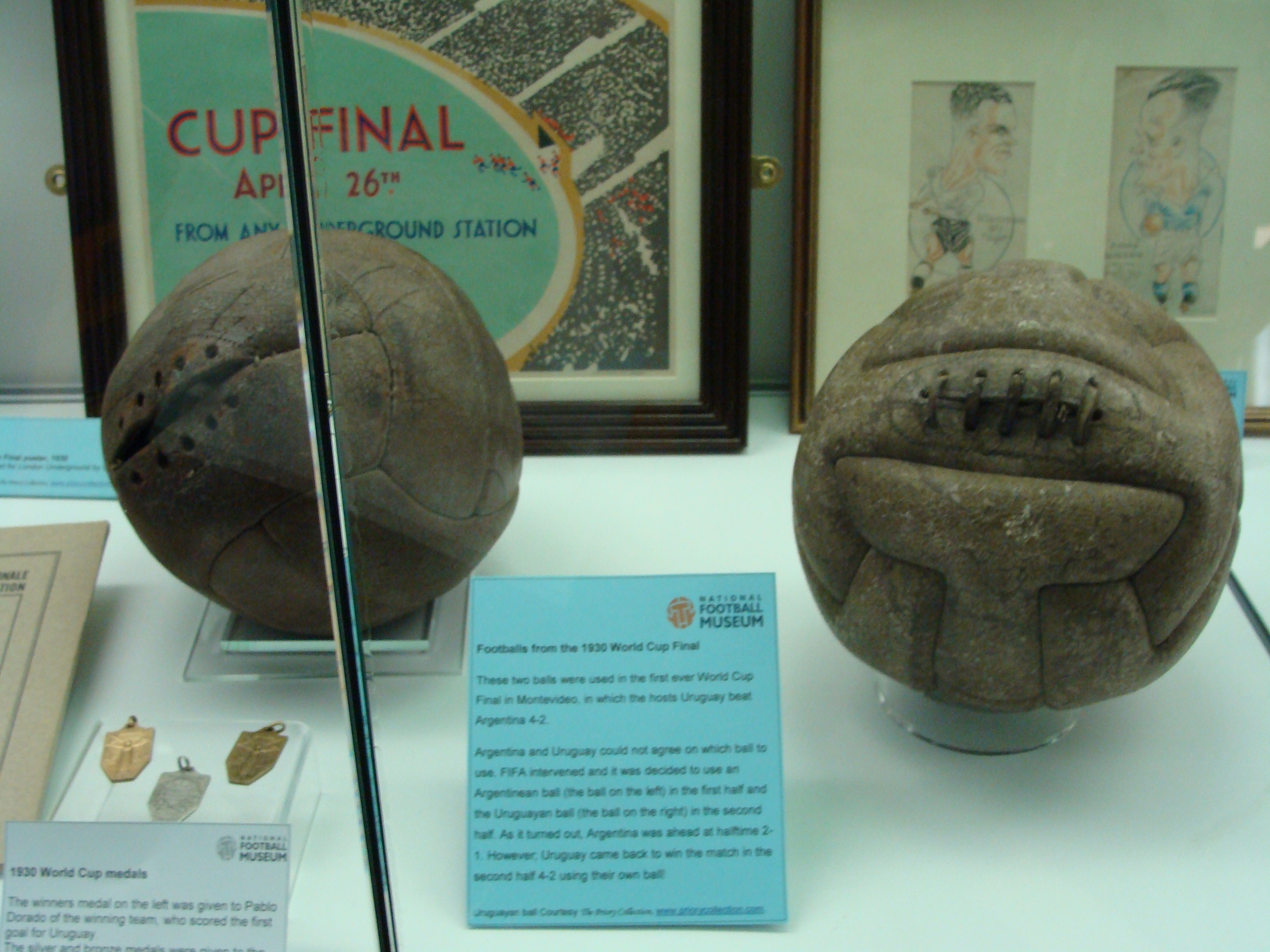
Balones con los que se disputó la final de la Copa Mundial de 1930

El martes 4 de octubre de 2005, durante su visita a Uruguay para conmemorar el 75.º aniversario de la primera Copa Mundial de la FIFA, el presidente de la FIFA Joseph Blatter tuvo una reunión con el presidente uruguayo Tabaré Vázquez. En esa reunión, Vázquez sugirió formalmente que Uruguay podría ser anfitrión de la Copa Mundial de la FIFA 2030 junto a otro país del Mercosur, para conmemorar el centenario de la primera copa del mundo.
Tras el encuentro, el suizo Joseph Blatter declaró: «Durante nuestra reunión, el presidente me habló de su sueño de ver a este torneo organizado en la región. Le dije que el sueño de hoy podría ser la visión del futuro, que a su vez podría convertirse en una iniciativa adecuada y, finalmente, un proyecto. La Confederación Sudamericana de Fútbol albergará la Copa del Mundo 2014, y todas las asociaciones (nacionales) podrán presentar su candidatura cuando comencemos el proceso de selección a finales de 2006. El Dr. Nicolás Leoz dice que con el sistema de rotación, será el turno de América del Sur en 2030. Esa es la situación en su estado actual».

### Argentina se une al proyecto
En octubre de 2007, Julio Grondona, el expresidente de la Asociación del Fútbol Argentino, aceptó una propuesta de su vecino país para ofrecerse como anfitriones de la Copa Mundial de 2030. Grondona dijo en la carta de respuesta formal a las autoridades del fútbol uruguayo que «el Comité Ejecutivo de la Asociación del Fútbol Argentino aprobó por unanimidad la solicitud de su iniciativa de organizar conjuntamente el Campeonato Mundial de la FIFA de 2030. Sin lugar a dudas, para cristalizar este propósito será llevar a profundizar aún más los lazos de amistad que siempre se unen a los dos países, y por lo tanto los deportes y los funcionarios gubernamentales de ambos lados del Río de la Plata a trabajar juntos con el fin de cumplir con la meta final de 2030».
En ese mismo mes, durante una reunión de la Confederación Sudamericana de Fútbol (Conmebol), Uruguay y Argentina recibieron el apoyo de otros países sudamericanos para coorganizar la Copa del Mundo de 2030.
El 18 de noviembre de 2009, el mismo día en que la Selección de fútbol de Uruguay logró calificar a la Copa Mundial FIFA 2010, llegó la noticia en distintos medios de comunicación, según la cual la FIFA se mostró satisfecha con la iniciativa conjunta de uruguayos y argentinos de organizar el Mundial del Centenario.
Unos días más tarde, el 25 de noviembre de 2009, en una reunión de los presidentes de las asociaciones nacionales y miembros del Comité Ejecutivo de la Conmebol, las asociaciones de fútbol de Argentina y de Uruguay recibió un apoyo unánime a la candidatura conjunta para organizar el Mundial de 2030.
El 10 de junio de 2010, justo un día antes de la inauguración de la Copa Mundial de Fútbol de 2010, una delegación especial del Ministerio de Turismo y Deporte de Uruguay se reunió con el suizo Joseph Blatter, en Johannesburgo proponer oficialmente la candidatura de Uruguay y Argentina como los anfitriones del Mundial 2030.
Actualmente, los países del Río de la Plata continúan trabajando para recibir el torneo. De todas formas, la candidatura sufrió un duro revés cuando la FIFA oficializó a mediados de 2013 su intención de eliminar las sedes conjuntas.

### Argentina desiste y aparece la candidatura Uruguay-Chile
La primera aproximación de Chile a la candidatura ocurrió tras una invitación de Uruguay, en un momento en el que Argentina abandonó la iniciativa de recibir una Copa del Mundo.
El 3 de noviembre de 2014, el presidente de la Federación de Fútbol de Chile, Sergio Jadue, afirmó que empezó a buscar los contactos para presentar una candidatura para organizar el Mundial de 2030, a la que se puede sumar Uruguay para trabajar en una candidatura conjunta. El 4 de noviembre de 2014, el vicepresidente de la Asociación de Fútbol Argentino Miguel Ángel Silva afirmó: «Si me lo pregunta concretamente, Argentina no se postula a organizar esa Copa del Mundo», el presidente de la Asociación Uruguaya de Futbol, Wilmar Valdez, dijo que su prioridad era alcanzar un acuerdo con Argentina para trabajar en una candidatura conjunta, pero la falta de interés del lado argentino deja vía libre para que Chile se sume a la iniciativa.
Rafael Fernández, vicepresidente de la Asociación Uruguaya de Fútbol, confirmó que Uruguay se presentará como sede del Mundial 2030 en conjunto con Chile. No obstante, la candidatura Uruguay-Chile solo duró unos meses, hasta que a mediados de 2015 Argentina volvió a las conversaciones con Uruguay para organizar el mundial.

### La oferta conjunta Uruguay-Argentina se hace oficial
El 29 de septiembre de 2015 se vuelve a hablar de la idea de organizar el mundial 2030 entre Argentina y Uruguay luego de que Juan Ángel Napout, presidente de la Conmebol, declarara en un programa televisivo de Fox Sports: «Si algún país de Sudamérica quiere presentarse para ser sede del mundial, es momento de trabajar en ello». Ese mismo día Marcelo Tinelli, candidato a presidente de la AFA, tuiteó: «Lo tienen que organizar Argentina y Uruguay. Sería maravilloso».
El 7 de enero de 2016, los presidentes de Argentina, Mauricio Macri, y Uruguay, Tabaré Vázquez, confirmaron la candidatura conjunta para el mundial de 2030.
El 13 de junio de 2018, la FIFA determinó que los países organizadores de la Copa Mundial 2026 serán Canadá, Estados Unidos y México, de forma conjunta. Con ello, las posibilidades de la candidatura uruguayo-argentino-paraguaya decayeron drásticamente, al ser improbable que dos mundiales se desarrollen en forma consecutiva en América.

### Creación de la comisión binacional Iniciativa 2030

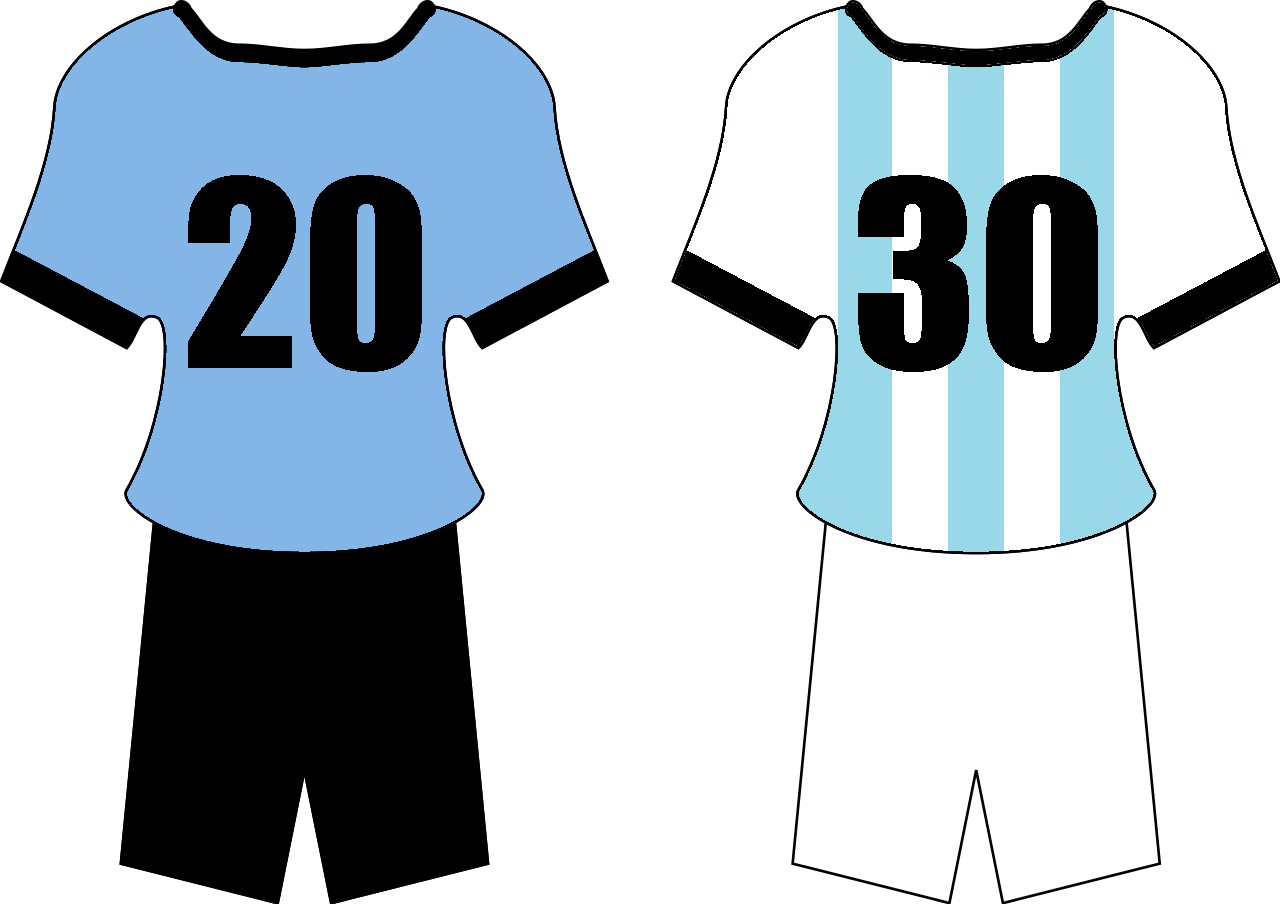
Luis Suárez y Lionel Messi, representantes de la candidatura para el Mundial de 2030, posaron con estas camisetas antes del partido por eliminatorias entre Uruguay y Argentina de 2017.

El 17 de noviembre de 2016 se reunió por primera vez la Comisión Directiva de Iniciativa 2030, una organización binacional entre Argentina y Uruguay sin fines de lucro, que nace con el apoyo de ambos Gobiernos y tiene como objetivo ayudar a concretar las acciones conducentes a la postulación de Argentina y Uruguay como sedes de la Copa del Mundo en el 2030 organizada por la FIFA.
Está integrada por personas, empresas e instituciones de los dos países que inicialmente participan con las entidades públicas designadas y las Asociaciones Nacionales de Fútbol en el proceso de postulación.
Después del encuentro Alberto García Carmona, Presidente de Iniciativa 2030 expresó: «Estamos muy orgullosos de poder pensar en un proyecto a concretarse dentro de 14 años, lo que nos da la perspectiva necesaria y el tiempo suficiente para realizar una planificación acorde con los tiempos que vienen. Por otra parte, nos permite evitar temas coyunturales actuales que muchas veces son un obstáculo para avanzar».
Esta comisión binacional propondrá a Lionel Messi (en representación de Argentina) y Luis Suárez (en representación de Uruguay) como representantes de la candidatura para organizar el mundial de 2030.
A su vez, empresarios de los dos países propusieron ideas para mejorar la conectividad entre Uruguay y Argentina para el mundial, colocando un puente entre Colonia y Buenos Aires.

### Incorporación de Paraguay y de Chile

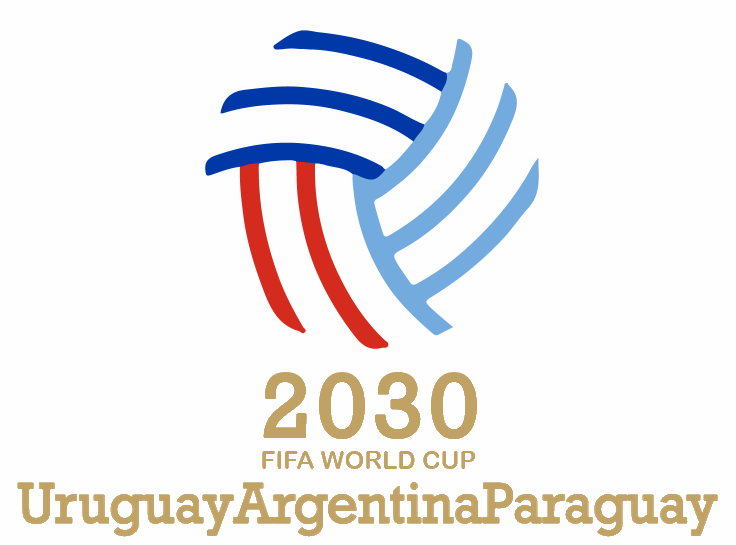
Logo de la candidatura Uruguay-Argentina-Paraguay

A finales de agosto y principios de septiembre, Paraguay fue aceptado para participar en una posible triple candidatura, tras las gestiones del presidente de la Conmebol Alejandro Domínguez, también paraguayo. La posibilidad de una candidatura entre tres países quedó a estudiar por parte de los presidentes de la Asociación Uruguaya de Fútbol, la Asociación del Fútbol Argentino y la comisión binacional Iniciativa 2030.
Las gestiones para la inclusión de Paraguay en la organización del mundial 2030 generaron molestias en la Asociación Uruguaya de Fútbol, y su presidente Wilmar Valdez acusó cierta insistencia de la Conmebol a pesar de que no es oficial que Paraguay se sume al evento. Por este motivo, Uruguay afirmó bajarse de la candidatura si Argentina acepta modificar la iniciativa uruguaya e incluir a Paraguay en dicha organización. En este caso, Uruguay afirmó que se presentaría unilateralmente como candidato y en caso de fracasar solicitaría realizar una segunda edición de la Copa de Oro de Campeones Mundiales, disputada para festejar los 50 años de la primera Copa del Mundo.
En enero de 2019, el presidente Sebastián Piñera anunció la incorporación de Chile en la candidatura sudamericana. Quedando finalmente oficilizada el 17 de julio en la reunión del MERCOSUR. Desde el Gobierno chileno argumentaron que la idea es que Chile tome parte del peso principal de la candidatura, siendo el segundo país con más ciudades sedes en el torneo, después de la Argentina. Sumado a esto, la vasta experiencia en organización de competiciones internacionales que tiene Chile significó un aumento en la seriedad de la candidatura, fortaleciéndola, para así poder pelear de igual a igual contra las otras ofertas existentes.
Por otra parte, en marzo del mismo año, el presidente de Argentina, Mauricio Macri, reveló que un posible nombre para la candidatura sería el de Copa del Mundo Cono Sur 2030.

### Promoción de la candidatura

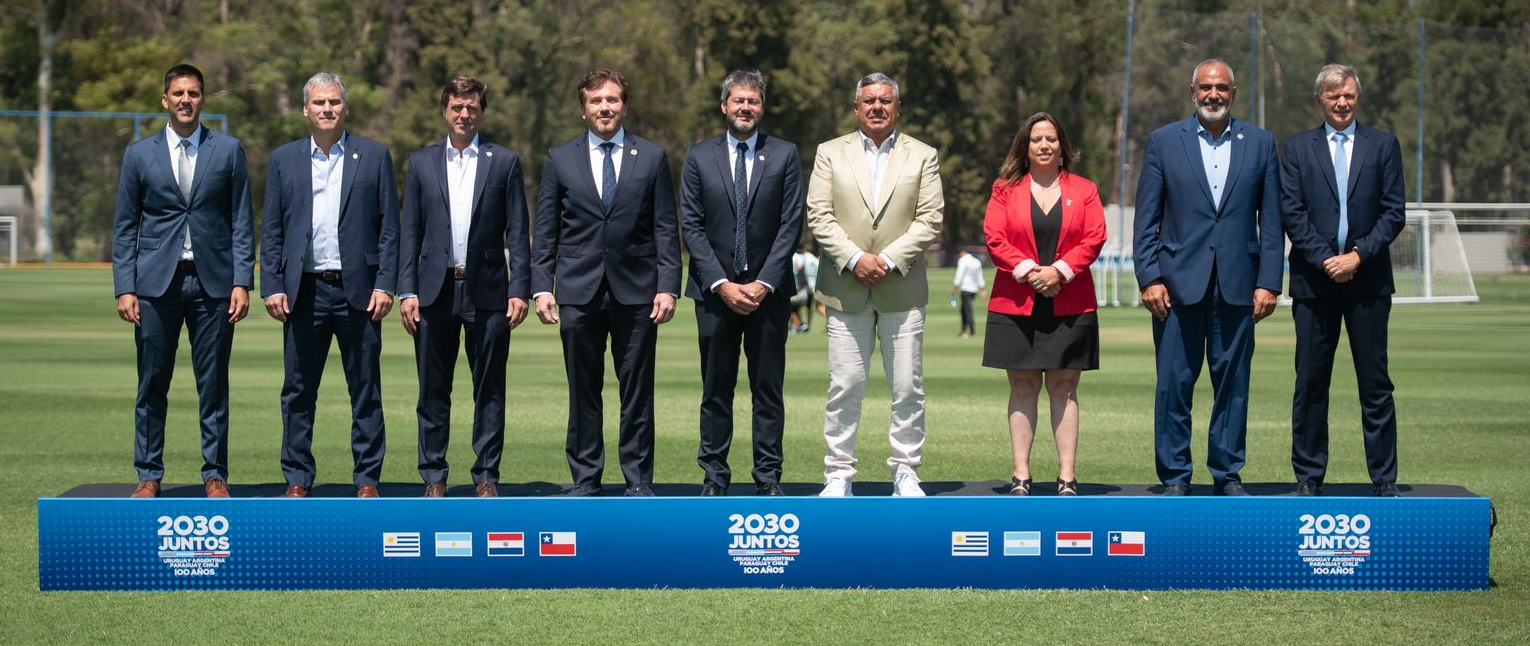
La candidatura realizó cuatro reuniones, una en cada país postulante, para presentar la propuesta conjunta.

Mientras la comisión Iniciativa 2030 continúa trabajando en el proyecto, en junio de 2018 el Correo Uruguayo lanzó unos sellos sobre esta iniciativa, buscando promocionar la candidatura conjunta al mundial de 2030.
A su vez, durante la Copa Mundial de 2018 se instaló una sede provisoria de la Conmebol en Rusia para promocionar la candidatura conjunta. Se realizaron actividades para difundir la candidatura de los tres países, así como la colocación de una muestra fotográfica y fílmica de la Copa Mundial de 1930, disputada en Uruguay.
Durante la celebración de la Copa América 2019, realizada en Brasil, se dio a conocer el spot y los carteles oficiales de la candidatura, con una presentación hecha por la Conmebol, que los exhibía a cada momento.
Si bien en marzo de 2020, por la llegada a la región de la pandemia de enfermedad por coronavirus, se detuvieron las conversaciones entre los países, en los siguientes años se continuó con la difusión de la postulación conjunta.
Para fomentar la candidatura, en 2021 la Conmebol optó por Uruguay como sede de las finales de la Copa Libertadores masculina y femenina, designando como sedes de los dos eventos a los estadios Centenario y Gran Parque Central, respectivamente. La idea de la confederación era que Uruguay adquiriera la notoriedad internacional por recibir los torneos, que por ejemplo han logrado Argentina y Chile con la realización de Copas Américas o Paraguay al recibir también algún evento continental. A su vez, invirtió dos millones de dólares en diversas reformas en el Centenario, para aprovechar la ocasión y promocionar el relanzamiento de la candidatura sudamericana.
El secretario nacional de Deporte de Uruguay Sebastián Bauzá dijo en octubre de 2021 que, a pesar de la pausa, el ánimo de conseguir la sede sigue «inalterable». En encargado de la comisión chilena, el periodista Michael Boys, declaró: «No hay tanto apuro. Primero viene la postulación oficial en 2022. Luego de unos meses, la FIFA entregará las exigencias técnicas. Y después viene toda la parte política y diplomática: captar los votos para que la sede sea electa». La FIFA amplió el plazo de las postulaciones oficiales hasta fines de 2022.

## Sedes confirmadas
La Conmebol ya confirmó que Argentina dispondrá de 7 estadios, Paraguay pondrá 4 y un quinto estadio se lo construirá la Confederación, mientras que Uruguay y Chile ofrecerán tres estadios cada uno. A su vez, la Confederación ya anunció públicamente los 18 estadios que forman parte de la postulación conjunta y que estarán detallados dentro de la documentación que se le entregará a FIFA en noviembre de 2023, con todos los pormenores de la organización del torneo, para su votación en el congreso a realizarse en mayo de 2024.
A nivel general, la postulación demandará grandes inversiones para cumplir con los requisitos de la FIFA, dentro de una zona del continente en el que la infraestructura no se destaca como un punto fuerte, por lo que la candidatura apelará a la importancia histórica de organizar el mundial en 2030. Ha trascendido en diversos medios especializados que Argentina recibirá el partido inaugural de la candidatura y Uruguay organizará la final, mientras que Chile y Paraguay albergarán los dos partidos de semifinales.

### Sedes uruguayas
Cuando se confirmó la candidatura entre los cuatro países, el presidente de la AUF de aquel entonces, Wilmar Valdez, indicó que Uruguay tendrá solo dos subsedes, una en Montevideo y otra en Maldonado, porque eran las únicas ciudades con la infraestructura acorde para recibir la cita mundialista.
Desde aquel entonces, no había dudas de que uno de los dos estadios uruguayos de la candidatura será el mítico Estadio Centenario, lugar en donde se disputó la final del primer mundial en 1930. Pero existieron muchas dudas sobre cuál sería el segundo estadio. De haberse confirmado la subsede Maldonado, la única alternativa posible sería reformar el Estadio Domingo Burgueño Miguel, para incrementar su capacidad y lograr que cumpla con los requerimientos FIFA, o construir un estadio de cero en la zona de Punta del Este.
En Uruguay comenzó a ganar fuerza la alternativa de, al menos, solicitar un segundo estadio dentro de la subsede Montevideo. Si bien es una exigencia FIFA disponer de un solo estadio por sede, ya existen excepciones en otras citas mundialistas. En ese escenario, Uruguay puede disponer de dos estadios para acompañar al histórico Centenario: el Estadio Gran Parque Central (también sede del primer mundial, y organizador de uno de los dos encuentros inaugurales en 1930), o el recientemente inaugurado Estadio Campeón del Siglo (construido en 2016 en las afueras del departamento, a partir de las exigencias FIFA). Se trata de los dos estadios restantes de mayor capacidad, y los de mejores servicios: con respecto a su iluminación, solo tres estadios cuentan con la habilitación de Conmebol para organizar torneos internacionales: el Estadio Centenario y el Estadio Gran Parque Central, con una iluminación de 1.500 luxes, y el Estadio Campeón del Siglo con una luz artificial de 1.300 luxes, los tres escenarios dentro de la capital uruguaya: Montevideo. El argumento del estadio mirasol fue su mayor facilidad para ajustar su infraestructura para recibir el torneo, mientras que el escenario del Bolso, que demandará una mayor inversión, apeló a la historia de su estadio y al aspecto reglamentario para acceder a la habilitación de la FIFA. En este sentido, de acuerdo a los requerimientos para recibir mundiales, todo estadio que fue previamente mundialista puede volver a serlo si es designado por su respectiva federación y mantiene los requerimientos en seguridad y servicios, por lo que el viejo Parque Central puede disminuir el costo de obras necesario, además de aprovechar la instalación de hoteles, hospitales y servicios en torno al estadio Centenario (solo se encuentran a diez cuadras de distancia entre ellos) y que son exigencias FIFA.
Aunque desde fines de 2012 Nacional promueve la inclusión del Gran Parque Central como segundo estadio de la subsede Montevideo para la candidatura, hecho que volvió a ratificar a mediados de 2017, y que hace unos años el presidente de la AUF Wilmar Valedéz declaró que el estadio de Peñarol (Campeón del Siglo) no será tenido en cuenta debido a sus problemas de accesibilidad, finalmente estos dos estadios acompañarán al mítico Centenario dentro de la postulación uruguaya.
| Mapa       | Estadio                          | Apertura | Capacidad | Panorámica | Fachada | Por dentro | Desde afuera |
| ---------- | -------------------------------- | -------- | --------- | ---------- | ------- | ---------- | ------------ |
| Montevideo | Centenario (Montevideo)          | 1930     | 60.235    |            |         |            |              |
| Montevideo | Campeón del Siglo (Montevideo)   | 2016     | 40.118    |            |         |            |              |
| Montevideo | Gran Parque Central (Montevideo) | 1900     | 38.000    |            |         |            |              |

### Sedes argentinas
Desde un principio, las siete sedes argentinas que consiguió finalmente la AFA fueron una incógnita. Distintos medios coincidieron en que el partido inaugural será en el Estadio Mâs Monumental, pero luego no había mayor información. Este escenario será el principal escenario argentino dentro de la candidatura conjunta. El anteriormente conocido como Antonio Vespucio Liberti cuenta con experiencia en otros torneos de fútbol, además de una reforma que se está desarrollando en su estadio y que modificará su capacidad, hasta superar los 80 mil espectadores, sin considerar otros trabajos de modernización. Con miras a afianzar la candidatura conjunta de los dos países rioplatenses, la Asociación del Fútbol Argentino le propuso a la Asociación Uruguaya de Fútbol presentarse como sedes para los Mundiales de Clubes de 2017 y 2018, realizando una edición en cada país. En el caso argentino, se utilizaría el estadio Mâs Monumental, pero al final dicha propuesta no prosperó. No obstante, se desprende que el estadio de River Plate será otra sede utilizada por la organización argentina con miras a 2030.
En 2012, tras una reunión entre directivos de Uruguay y Argentina, las autoridades de aquel momento aseguraron que el Estadio Ciudad de La Plata sería junto al Estadio Centenario dos de las sedes principales del proyecto, por lo que el ahora renombrado Estadio Único «Diego Armando Maradona» será otra de las sedes del torneo. Además del Estadio Mâs Monumental (como subsede Buenos Aires) y del Estadio Ciudad de La Plata (subsede La Plata), otras ciudades con estadios con antecedentes de torneos deportivos se fueron postulando como posibles candidatos para recibir partidos mundialistas. Algunos de ellos, son el Estadio Mario Alberto Kempes (subsede Córdoba), el Estadio Malvinas Argentinas (subsede Mendoza), el Estadio Brigadier General Estanislao López (subsede Santa Fe) o Gigante de Arroyito (subsede Rosario). Además, se construyó recientemente el Estadio Único de Santiago del Estero, el cual representaría a dicha provincia en el mundial.
En octubre de 2017, un consejero oficialista de Mar del Plata propuso iniciar una gestión para que la ciudad fuese declarada como subsede argentina para el evento. A su vez, San Juan también se propuso como subsede de la Copa del Mundo, planificando reformar el Estadio San Juan del Bicentenario. En otro sentido, Argentina evaluaba también la alternativa uruguaya de incluir más de un estadio en una misma subsede, como podría serlo Buenos Aires. En este caso, los estadios que se perfilaban como posibles propuestas para recibir partidos del mundial serían el Estadio José Amalfitani (que ya fue mundialista en 1978), el Estadio Libertadores de América-Ricardo Enrique Bochini, el Estadio Alberto J. Armando (conocido como La Bombonera) o el Estadio Presidente Perón, aunque todos ellos deberían realizar reformas para cumplir con los estándares FIFA.
La Conmebol terminó confirmando tres estadios en Buenos Aires: El Mâs Monumental, el Presidente Perón y el LDA-Ricardo Enrique Bochini. Además, los cuatro estadios restantes serán el Mario Alberto Kempes (Córdoba), el Ciudad de La Plata (La Plata), el Malvinas Argentinas (Mendoza) y el Único Madre de Ciudades (Santiago del Estero). Por fuera de la candidatura quedó La Bombonera, que no cumple con los estándares básicos de FIFA, pero Boca proyecta su reforma o la construcción de un nuevo recinto que pueda ser utilizado en reemplazo de otro estadio de la candidatura. 
| Mapa                                                      | Estadio                                       | Apertura | Capacidad | Panorámica | Fachada | Por dentro | Desde afuera |
| --------------------------------------------------------- | --------------------------------------------- | -------- | --------- | ---------- | ------- | ---------- | ------------ |
| Buenos Aires La Plata Córdoba Santiago del Estero Mendoza | Mâs Monumental (Buenos Aires)                 | 1938     | 83.214    |            |         |            |              |
| Buenos Aires La Plata Córdoba Santiago del Estero Mendoza | Presidente Perón (Avellaneda)                 | 1950     | 55.880    |            |         |            |              |
| Buenos Aires La Plata Córdoba Santiago del Estero Mendoza | LDA-Ricardo Enrique Bochini (Avellaneda)      | 2009     | 48.069    |            |         |            |              |
| Buenos Aires La Plata Córdoba Santiago del Estero Mendoza | Mario Alberto Kempes (Córdoba)                | 1950     | 57.000    |            |         |            |              |
| Buenos Aires La Plata Córdoba Santiago del Estero Mendoza | Ciudad de La Plata (La Plata)                 | 2003     | 53.000    |            |         |            |              |
| Buenos Aires La Plata Córdoba Santiago del Estero Mendoza | Malvinas Argentinas (Mendoza)                 | 1978     | 42.500    |            |         |            |              |
| Buenos Aires La Plata Córdoba Santiago del Estero Mendoza | Único Madre de Ciudades (Santiago del Estero) | 2021     | 30.000    |            |         |            |              |

### Sedes paraguayas
El hecho de buscar una candidatura conjunta entre Uruguay y Argentina para la Copa del Mundo de 2030, corresponde al temor de los uruguayos de no poder albergar un torneo mundial por su escasa infraestructura deportiva. Por este motivo, la intención paraguaya es aportar dos estadios y argumentar su inclusión buscando asegurar el éxito de la candidatura. Pero, finalmente, Paraguay fue la asociación más favorecida, alcanzando cinco estadios en la candidatura.
Inicialmente trascendió que, acerca de los posibles estadios paraguayos, ambos escenarios corresponderán a la subsede Asunción, y se especula que serán el Estadio Defensores del Chaco y el recientemente reinaugurado Estadio General Pablo Rojas, popularmente conocido como La Nueva Olla. Al igual que el caso uruguayo con la subsede en Montevideo, Paraguay deberá recibir la habilitación de la FIFA para que la subsede en Asunción pueda aportar dos estadios a la candidatura. A su vez, la posible segunda sede paraguaya estaría en Ciudad del Este o Encarnación. En aquel entonces, el Estadio Antonio Aranda (Ciudad del Este) se perfilaba como la segunda sede paraguaya, tras la presentación de un proyecto del Club Atlético 3 de Febrero para modernizar el estadio y pasar a tener una capacidad de 50 mil espectadores, siendo el estadio más grande en Paraguay, pero también cabe la posibilidad de que en Asunción se utilice un solo estadio, para así habilitar como tercera sede a Encarnación con el estadio de la Liga Encarnacena de fútbol que está en construcción actualmente y tendrá una capacidad para 30.000 espectadores.
Con el paso del tiempo, la candidatura se ajustó y tanto Paraguay como Uruguay se debieron conformar con solo dos sedes y estadios. La duda para ambos países es la misma: si colocar sus dos estadios en la capital, o repartir su sede entre dos ciudades diferentes. Por infraestructura y por tradición deportiva, la posibilidad más probable para la APF es justamente situar sus dos estadios en Asunción: el tradicional Estadio Defensores del Chaco y el moderno Estadio General Pablo Rojas.
En marzo de 2023, y contra todo pronóstico, la Conmebol confirmó que Paraguay accedería a 5 de las 18 sedes de la candidatura, en detrimento de Chile y Uruguay, que pasarían a aportar solo tres estadios cada uno. Por parte de Paraguay, tendrá dos estadios en Asunción: el General Pablo Rojas y el Defensores del Chaco. Además tendrá el Villa Alegre (Encarnación) y el Antonio Aranda (Ciudad del Este). El quinto estadio será construido por la Conmebol (en Luque) y contará con capacidad para 60 mil espectadores.
| Mapa                                        | Estadio                          | Apertura | Capacidad | Panorámica    | Fachada       | Por dentro    | Desde afuera  |
| ------------------------------------------- | -------------------------------- | -------- | --------- | ------------- | ------------- | ------------- | ------------- |
| Asunción Ciudad del Este Encarna-ción Luque | Estadio Conmebol (Luque)         | -        | 60.000    | Por construir | Por construir | Por construir | Por construir |
| Asunción Ciudad del Este Encarna-ción Luque | General Pablo Rojas (Asunción)   | 1970     | 45.000    |               |               |               |               |
| Asunción Ciudad del Este Encarna-ción Luque | Defensores del Chaco (Asunción)  | 1917     | 42.354    |               |               |               |               |
| Asunción Ciudad del Este Encarna-ción Luque | Villa Alegre (Encarnación)       | 2022     | 21.000    |               |               |               |               |
| Asunción Ciudad del Este Encarna-ción Luque | Antonio Aranda (Ciudad del Este) | 1973     | 28.000    |               |               |               |               |

### Sedes chilenas
Si bien, al incluir a Chile en la candidatura, se le propuso albergar entre tres a cuatro sedes, el Gobierno de Chile, a marzo de 2019, planeaba proponer cinco ciudades: Santiago (con sus 2 principales estadios: Nacional y Monumental), Concepción (Estadio Ester Roa Rebolledo), Antofagasta (Estadio Regional Calvo y Bascuñán), Valparaíso (Estadio Elías Figueroa Brander) y una quinta ciudad por definir entre Coquimbo y Temuco. Sin embargo, tras las reuniones de mayo de 2019 la cantidad de subsedes chilenas se redujo a «tres o cuatro».
Tiempo después, la candidatura volvió a confirmar que serían cinco los estadios en Chile, lo cual fue un triunfo político del último país en sumarse a la candidatura. Este cambio ocurrió tras una reducción en las sedes uruguayas y paraguayas, que bajarían para ser solamente dos. Las ciudades y los respectivos estadios que se perfilan para recibir al torneo, son los mismos que trascendieron en 2019, exceptuando la posibilidad de la construcción de un nuevo escenario deportivo. Para poder albergar a 60 000 espectadores, el Gobierno chileno se propuso decidir entre tres opciones para la subsede de Santiago: remodelar el Estadio Nacional, construirlo de nuevo o construir en otro lugar un estadio nuevo. El principal escenario chileno de la candidatura es el Estadio Nacional Julio Martínez Prádanos, una de las opciones para la subsede santiaguina; la que albergaría una semifinal y Chile intentará que reciba el partido por el tercer puesto.
Finalmente la postulación chilena recibió solo tres estadios, al igual que Uruguay. En contrapartida, Paraguay sorprendió a propios y a extraños, y pese a su reducida infraestructura tendrá cinco escenarios disponibles, uno de ellos construido desde cero por la Conmebol. Representarán a Chile el Estadio Nacional Julio Martínez Prádanos y el Estadio Monumental de Santiago de Chile, y el Estadio Municipal Ester Roa Rebolledo de Concepción. 
| Mapa                | Estadio                                     | Apertura | Capacidad | Panorámica | Fachada | Por dentro | Desde afuera |
| ------------------- | ------------------------------------------- | -------- | --------- | ---------- | ------- | ---------- | ------------ |
| Santiago Concepción | Nacional Julio Martínez (Santiago de Chile) | 1938     | 48.665    |            |         |            |              |
| Santiago Concepción | Monumental (Santiago de Chile)              | 1975     | 47.347    |            |         |            |              |
| Santiago Concepción | Ester Roa Rebolledo (Concepción)            | 1962     | 33.000    |            |         |            |              |

### Sedes totales
A continuación, las sedes que tendría la candidatura y sus respectivos posibles estadios. Considerando que competirán cuarenta y ocho selecciones, se ha manifestado que se requerirá de «al menos doce estadios», pero el número de posibles estadios sería mayor. Finalmente, en marzo de 2023 la Conmebol le presentó a la FIFA una lista de 18 estadios que conformarán la candidatura.
Existen diferencias entre las capacidades actuales de los estadios y las que sus respectivas administraciones anunciaron de cara a la realización de la Copa del Mundo, contemplando sus respectivas reformas.
Finalmente por decisión unánime del Consejo de la FIFA se decidió el 4 de octubre de 2023 que para la Copa del Mundo de 2030 los organizadores serían España, Marruecos y Portugal, organizado por 3 países de Conmebol en conmemoración de los 100 años de la primera copa del mundo (1930). De esta manera Argentina, Paraguay y Uruguay, tendrán los 3 primeros partidos inaugurales del certamen, quedando finalmente decidida las sedes de 2030.
| Buenos Aires                           | Santiago de Chile | Santiago de Chile | Concepción | Luque                                  |
| -------------------------------------- | --- | --- | --- | -------------------------------------- |
| Mâs Monumental                         | Nacional Julio Martínez | Monumental | Ester Roa Rebolledo | Estadio Conmebol                       |
| Capacidad: 84 567                      | Capacidad: 48 665 Cap. mundial: 60 000 | Capacidad: 47 347 | Capacidad: 33 000 Cap. mundial: 45 000 | Cap. mundial: 60 000                   |
|                                        | | | |                                        |
| Avellaneda                             | Santiago Concepción Asunción Luque Ciudad del Este Encarna-ción Buenos Aires Avellaneda La Plata Córdoba Mendoza Santiago del Estero Montevideo | Santiago Concepción Asunción Luque Ciudad del Este Encarna-ción Buenos Aires Avellaneda La Plata Córdoba Mendoza Santiago del Estero Montevideo | Santiago Concepción Asunción Luque Ciudad del Este Encarna-ción Buenos Aires Avellaneda La Plata Córdoba Mendoza Santiago del Estero Montevideo | Asunción                               |
| Presidente Perón                       | Santiago Concepción Asunción Luque Ciudad del Este Encarna-ción Buenos Aires Avellaneda La Plata Córdoba Mendoza Santiago del Estero Montevideo | Santiago Concepción Asunción Luque Ciudad del Este Encarna-ción Buenos Aires Avellaneda La Plata Córdoba Mendoza Santiago del Estero Montevideo | Santiago Concepción Asunción Luque Ciudad del Este Encarna-ción Buenos Aires Avellaneda La Plata Córdoba Mendoza Santiago del Estero Montevideo | General Pablo Rojas                    |
| Capacidad: 55 000                      | Santiago Concepción Asunción Luque Ciudad del Este Encarna-ción Buenos Aires Avellaneda La Plata Córdoba Mendoza Santiago del Estero Montevideo | Santiago Concepción Asunción Luque Ciudad del Este Encarna-ción Buenos Aires Avellaneda La Plata Córdoba Mendoza Santiago del Estero Montevideo | Santiago Concepción Asunción Luque Ciudad del Este Encarna-ción Buenos Aires Avellaneda La Plata Córdoba Mendoza Santiago del Estero Montevideo | Capacidad: 45 000                      |
|                                        | Santiago Concepción Asunción Luque Ciudad del Este Encarna-ción Buenos Aires Avellaneda La Plata Córdoba Mendoza Santiago del Estero Montevideo | Santiago Concepción Asunción Luque Ciudad del Este Encarna-ción Buenos Aires Avellaneda La Plata Córdoba Mendoza Santiago del Estero Montevideo | Santiago Concepción Asunción Luque Ciudad del Este Encarna-ción Buenos Aires Avellaneda La Plata Córdoba Mendoza Santiago del Estero Montevideo |                                        |
| Avellaneda                             | Santiago Concepción Asunción Luque Ciudad del Este Encarna-ción Buenos Aires Avellaneda La Plata Córdoba Mendoza Santiago del Estero Montevideo | Santiago Concepción Asunción Luque Ciudad del Este Encarna-ción Buenos Aires Avellaneda La Plata Córdoba Mendoza Santiago del Estero Montevideo | Santiago Concepción Asunción Luque Ciudad del Este Encarna-ción Buenos Aires Avellaneda La Plata Córdoba Mendoza Santiago del Estero Montevideo | Asunción                               |
| LDA-Ricardo Enrique Bochini            | Santiago Concepción Asunción Luque Ciudad del Este Encarna-ción Buenos Aires Avellaneda La Plata Córdoba Mendoza Santiago del Estero Montevideo | Santiago Concepción Asunción Luque Ciudad del Este Encarna-ción Buenos Aires Avellaneda La Plata Córdoba Mendoza Santiago del Estero Montevideo | Santiago Concepción Asunción Luque Ciudad del Este Encarna-ción Buenos Aires Avellaneda La Plata Córdoba Mendoza Santiago del Estero Montevideo | Defensores del Chaco                   |
| Capacidad: 48 069                      | Santiago Concepción Asunción Luque Ciudad del Este Encarna-ción Buenos Aires Avellaneda La Plata Córdoba Mendoza Santiago del Estero Montevideo | Santiago Concepción Asunción Luque Ciudad del Este Encarna-ción Buenos Aires Avellaneda La Plata Córdoba Mendoza Santiago del Estero Montevideo | Santiago Concepción Asunción Luque Ciudad del Este Encarna-ción Buenos Aires Avellaneda La Plata Córdoba Mendoza Santiago del Estero Montevideo | Capacidad: 42 354                      |
|                                        | Santiago Concepción Asunción Luque Ciudad del Este Encarna-ción Buenos Aires Avellaneda La Plata Córdoba Mendoza Santiago del Estero Montevideo | Santiago Concepción Asunción Luque Ciudad del Este Encarna-ción Buenos Aires Avellaneda La Plata Córdoba Mendoza Santiago del Estero Montevideo | Santiago Concepción Asunción Luque Ciudad del Este Encarna-ción Buenos Aires Avellaneda La Plata Córdoba Mendoza Santiago del Estero Montevideo |                                        |
| Córdoba                                | Santiago Concepción Asunción Luque Ciudad del Este Encarna-ción Buenos Aires Avellaneda La Plata Córdoba Mendoza Santiago del Estero Montevideo | Santiago Concepción Asunción Luque Ciudad del Este Encarna-ción Buenos Aires Avellaneda La Plata Córdoba Mendoza Santiago del Estero Montevideo | Santiago Concepción Asunción Luque Ciudad del Este Encarna-ción Buenos Aires Avellaneda La Plata Córdoba Mendoza Santiago del Estero Montevideo | Asunción                               |
| Mario Alberto Kempes                   | Santiago Concepción Asunción Luque Ciudad del Este Encarna-ción Buenos Aires Avellaneda La Plata Córdoba Mendoza Santiago del Estero Montevideo | Santiago Concepción Asunción Luque Ciudad del Este Encarna-ción Buenos Aires Avellaneda La Plata Córdoba Mendoza Santiago del Estero Montevideo | Santiago Concepción Asunción Luque Ciudad del Este Encarna-ción Buenos Aires Avellaneda La Plata Córdoba Mendoza Santiago del Estero Montevideo | Villa Alegre                           |
| Capacidad: 57 000                      | Santiago Concepción Asunción Luque Ciudad del Este Encarna-ción Buenos Aires Avellaneda La Plata Córdoba Mendoza Santiago del Estero Montevideo | Santiago Concepción Asunción Luque Ciudad del Este Encarna-ción Buenos Aires Avellaneda La Plata Córdoba Mendoza Santiago del Estero Montevideo | Santiago Concepción Asunción Luque Ciudad del Este Encarna-ción Buenos Aires Avellaneda La Plata Córdoba Mendoza Santiago del Estero Montevideo | Capacidad: 21 000 Cap. mundial: 40 200 |
|                                        | Santiago Concepción Asunción Luque Ciudad del Este Encarna-ción Buenos Aires Avellaneda La Plata Córdoba Mendoza Santiago del Estero Montevideo | Santiago Concepción Asunción Luque Ciudad del Este Encarna-ción Buenos Aires Avellaneda La Plata Córdoba Mendoza Santiago del Estero Montevideo | Santiago Concepción Asunción Luque Ciudad del Este Encarna-ción Buenos Aires Avellaneda La Plata Córdoba Mendoza Santiago del Estero Montevideo |                                        |
| La Plata                               | Santiago Concepción Asunción Luque Ciudad del Este Encarna-ción Buenos Aires Avellaneda La Plata Córdoba Mendoza Santiago del Estero Montevideo | Santiago Concepción Asunción Luque Ciudad del Este Encarna-ción Buenos Aires Avellaneda La Plata Córdoba Mendoza Santiago del Estero Montevideo | Santiago Concepción Asunción Luque Ciudad del Este Encarna-ción Buenos Aires Avellaneda La Plata Córdoba Mendoza Santiago del Estero Montevideo | Asunción                               |
| Ciudad de La Plata                     | Santiago Concepción Asunción Luque Ciudad del Este Encarna-ción Buenos Aires Avellaneda La Plata Córdoba Mendoza Santiago del Estero Montevideo | Santiago Concepción Asunción Luque Ciudad del Este Encarna-ción Buenos Aires Avellaneda La Plata Córdoba Mendoza Santiago del Estero Montevideo | Santiago Concepción Asunción Luque Ciudad del Este Encarna-ción Buenos Aires Avellaneda La Plata Córdoba Mendoza Santiago del Estero Montevideo | Antonio Aranda                         |
| Capacidad: 53 000                      | Santiago Concepción Asunción Luque Ciudad del Este Encarna-ción Buenos Aires Avellaneda La Plata Córdoba Mendoza Santiago del Estero Montevideo | Santiago Concepción Asunción Luque Ciudad del Este Encarna-ción Buenos Aires Avellaneda La Plata Córdoba Mendoza Santiago del Estero Montevideo | Santiago Concepción Asunción Luque Ciudad del Este Encarna-ción Buenos Aires Avellaneda La Plata Córdoba Mendoza Santiago del Estero Montevideo | Capacidad: 28 000 Cap. mundial: 40 000 |
|                                        | Santiago Concepción Asunción Luque Ciudad del Este Encarna-ción Buenos Aires Avellaneda La Plata Córdoba Mendoza Santiago del Estero Montevideo | Santiago Concepción Asunción Luque Ciudad del Este Encarna-ción Buenos Aires Avellaneda La Plata Córdoba Mendoza Santiago del Estero Montevideo | Santiago Concepción Asunción Luque Ciudad del Este Encarna-ción Buenos Aires Avellaneda La Plata Córdoba Mendoza Santiago del Estero Montevideo |                                        |
| Santiago del Estero                    | Mendoza | Montevideo | Montevideo | Montevideo                             |
| Único Madre de Ciudades                | Malvinas Argentinas | Centenario | Gran Parque Central | Campeón del Siglo                      |
| Capacidad: 29 000 Cap. mundial: 35 000 | Capacidad: 42 500 | Capacidad: 60 235 Cap. mundial: 80 000 | Capacidad: 38 000 Cap. mundial: 45 000 | Capacidad: 40 118                      |
|                                        | | | |                                        |

### Posibles sedes adicionales
También se habían mencionado otras posibles sedes en caso de que alguna de las seleccionadas tenga que ser reemplazada.
- Estadio José Amalfitani (49.543)
- Estadio Alberto J. Armando (54,000)
- Estadio José María Minella[62] (35,180)
- Estadio Gigante de Arroyito (40,165)
- Estadio Marcelo Bielsa (45.000)
- Estadio San Juan del Bicentenario[63] (25,286)
- Posible nuevo estadio de Boca Juniors[64] (112,000)
- Posible nuevo estadio en Tucumán[65][66] (50.000)
- Estadio Domingo Burgueño Miguel (30,152)
- Posible nuevo estadio en Maldonado, Salto o Colonia del Sacramento (40,000)
- Posible nuevo estadio desmontable - Estadio 974[67] (44,089)
- Estadio Regional Calvo y Bascuñán (27,770)
- Estadio Elías Figueroa Brander (25,680)
- Estadio Francisco Sánchez Rumoroso (18,750)
- Estadio La Portada (18,500)
- Posible estadio de la Universidad de Chile (50,000)
- Posible nuevo estadio Nacional Santiago de Chile[68][69] (60,000 - 80,000)

## Experiencia en la organización de torneos FIFA
Una fortaleza de la candidatura es que los cuatro países —Uruguay, Argentina, Paraguay y Chile— han organizado torneos de la FIFA. Además, casi todos los estadios que se perfilan como candidatos para conformar la postulación poseen experiencia en torneos FIFA o en eventos como designaciones para finales continentales.
Por país
| Uruguay - Copa Mundial de Fútbol de 1930 - Copa Mundial Femenina de Fútbol Sub-17 de 2018 | Argentina - Copa Mundial de Fútbol de 1978 - Copa Mundial de Fútbol Sub-20 de 2001 - Copa Mundial de Fútbol Sub-20 de 2023 | Paraguay - Copa Mundial de Fútbol Playa FIFA 2019 | Chile - Copa Mundial de Fútbol de 1962 - Copa Mundial de Fútbol Sub-20 de 1987 - Copa Mundial Femenina de Fútbol Sub-20 de 2008 - Copa Mundial de Fútbol Sub-17 de 2015 - Copa Mundial de Fútbol Sub-20 de 2025 |

Por estadio
| Uruguay - Estadio Centenario - Sede Mundial FIFA 1930 - Sede Copa de Oro de Campeones Mundiales 1980 - Sede Copa América 1942, 1956, 1967, 1995 - Sede Campeonato sudamericano Sub-20 2003, 2015 - Sede final única Copa Libertadores 2021 - Sede final única Copa Sudamericana 2021 - Estadio Gran Parque Central - Sede Mundial FIFA 1930 - Sede Copa América 1923, 1924 - Sede Campeonato sudamericano Sub-20 2015 - Sede final única Copa Libertadores Femenina 2021 - Estadio Campeón del Siglo - Sin eventos | Argentina - Estadio Antonio Vespucio Liberti - Sede Mundial FIFA 1978 - Sede Copa América 1946, 1987, 2011 - Sede Campeonato sudamericano Sub-20 1988 - Sede de los Juegos Panamericanos 1951 - Estadio Ciudad de La Plata - Sede Copa América 2011, 1987, 2011 - Sede Rugby Championship 2012, 2013, 2014 - Sede Mundial FIFA Sub-20 2023 - Estadio Mario Alberto Kempes - Sede Mundial FIFA 1978 - Sede Copa América 1987 - Sede Mundial FIFA Sub-20 2001 - Estadio Gigante de Arroyito - Sede Mundial FIFA 1978 - Sede Copa América 1987 - Sede Rugby Championship 2012, 2013 - Estadio José María Minella - Sede Mundial FIFA 1978 - Sede de los Juegos Panamericanos 1995 - Sede Campeonato sudamericano Sub-20 1999 - Sede Mundial FIFA Sub-20 2001 - Estadio Único Madre de Ciudades - Sede Mundial FIFA Sub-20 2023 | Paraguay - Estadio General Pablo Rojas - Sede Copa América 1999 - Sede final única Copa Sudamericana 2019 - Sede Sudamericano de Rugby 1985 - Estadio Antonio Aranda - Sede Copa América 1999 - Sede Campeonato sudamericano Sub-20 2007 | Chile - Estadio Nacional Julio Martínez Prádanos - Sede Mundial FIFA 1962 - Sede Copa América 1941, 1945, 1955, 1979, 1991, 2015 - Sede Mundial FIFA Sub-20 1987-2025 - Sede Mundial FIFA Sub-17 2015 - Sede de los Juegos Panamericanos 2023 - Estadio Municipal Alcaldesa Ester Roa Rebolledo - Sede Copa América 1991, 2015 - Sede Mundial FIFA Sub-20 1987 - Sede Mundial FIFA Sub-17 2015 - Estadio Regional Calvo y Bascuñán - Sede Copa América 2015 - Sede Mundial FIFA Sub-20 1987 - Estadio Elías Figueroa Brander - Sede Copa América 1991, 2015 - Sede Mundial FIFA Sub-20 1987 |

## Otras candidaturas confirmadas
- CAF/UEFA

-  España,  Portugal,  Marruecos